# Campionati del mondo di ciclismo su strada 2013 - Cronometro femminile Elite
La cronometro femminile Elite dei Campionati del mondo di ciclismo su strada 2013 è stata corsa il 24 settembre in Italia, con partenza ed arrivo a Firenze, su un percorso totale di 21,8 km. L'oro è andato all'olandese Ellen van Dijk che ha vinto la gara con il tempo di 27'48"18 alla  media di 47,045 km, argento alla neozelandese Linda Villumsen e a completare il podio la statunitense Carmen Small.

## Classifica (Top 10)
| Pos. | Corridore          | Squadra       | Tempo    |
| ---- | ------------------ | ------------- | -------- |
| 1    | Ellen van Dijk     | Paesi Bassi   | 27'48"18 |
| 2    | Linda Villumsen    | Nuova Zelanda | a 24"10  |
| 3    | Carmen Small       | Stati Uniti   | a 28"74  |
| 4    | Evelyn Stevens     | Stati Uniti   | a 28"78  |
| 5    | Trixi Worrack      | Germania      | a 31"66  |
| 6    | Annika Langvad     | Danimarca     | a 39"51  |
| 7    | Ol'ga Zabelinskaja | Russia        | a 40"30  |
| 8    | Hanna Solovej      | Ukraina       | a 42"48  |
| 9    | Tat'jana Antošina  | Russia        | a 42"57  |
| 10   | Emma Johansson     | Svezia        | a 52"98  |